# Wolfshöhe (Neunkirchen am Sand)
Wolfshöhe ist ein Gemeindeteil der Gemeinde Neunkirchen am Sand im Landkreis Nürnberger Land (Mittelfranken, Bayern). Wolfshöhe liegt in der Gemarkung Rollhofen.

## Geografie
Der Weiler befindet sich etwa zwei Kilometer nordnordöstlich von Neunkirchen und liegt auf einer Höhe von 361 m ü. NHN. Die Staatsstraße 2241 bindet Wolfshöhe hauptsächlich an das öffentliche Straßennetz an, sie durchläuft den Ort von Neunkirchen im Süden her kommend in nordöstliche Richtung nach Schnaittach.

## Geschichte
Durch die zu Beginn des 19. Jahrhunderts im Königreich Bayern durchgeführten Verwaltungsreformen wurde mit dem zweiten Gemeindeedikt die Ruralgemeinde Rollhofen gegründet. Der Weiler Wolfshöhe existierte zu diesem Zeitpunkt noch nicht, sondern wurde erst nach seiner Errichtung der Gemeinde Rollhofen zugeordnet. Im Zuge der kommunalen Gebietsreform in Bayern wurde Wolfshöhe zusammen mit der Gemeinde Rollhofen 1972 in die Gemeinde Neunkirchen eingegliedert. Im Jahr 1961 zählte Wolfshöhe 90 Einwohner.